# Fibroscope

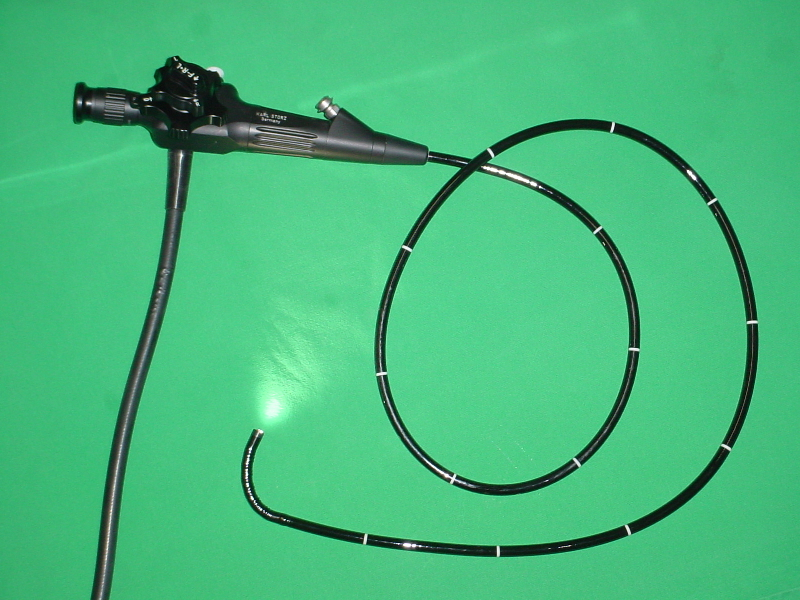
Un endoscope souple ou flexoscope

Un fibroscope, appelé aussi flexoscope, est une variété d'endoscope conduisant les rayons lumineux par un faisceau de fibres optiques souples. Le fibroscope permet d'explorer de façon très complète (par vision directe, photographie, cinématographie, télévision), et la réalisation de prélèvements par biopsie de la muqueuse bronchique, de la muqueuse nasale, pharyngienne ou de la muqueuse du tube digestif.
Le fibroscope est aussi utilisé dans d'autres domaines pour examiner des endroits restreints, comme en mécanique où il peut être utilisé pour inspecter la chambre de combustion d'un piston de moteur, en rénovation ou en inspection de bâtiment où il peut être inséré dans les combles ou encore dans les cloisons, en plomberie et pour inspecter les canons des armes à feu. Il est utile dès lors que l’accès est restreint ou impliquerait des dépenses importantes. Il faut aussi savoir que les prix peuvent facilement varier entre 120 $ et 10 000 $, ce qui limite son usage dans différents domaines.